# Never the Twain Shall Meet (1931)
Never the Twain Shall Meet is een Amerikaanse dramafilm uit 1931 onder regie van W.S. Van Dyke. Destijds werd de film in Nederland uitgebracht onder de titel Tropenkolder.

## Verhaal
Dan Pritchard werkt met zijn vader in San Francisco. Hij is verloofd met Maisie Morrison, maar heeft geen haast om met haar te trouwen. Kapitein Larrieau keert terug uit het Stille Zuidzeegebied. Daar is hij melaats geworden. Hij vertrouwt zijn dochter Tamea toe aan Dan, voordat hij zelfmoord pleegt. Tamea is opgegroeid in Polynesië en ze kan niet aarden in de westerse wereld. Ze wordt verliefd op Dan en ze kan hem overreden om mee te gaan naar haar geboorteland. Daar wordt Dan jaloers op Tolongo, een vrijer van Tamea. Hij kan niet wennen aan het leven op het eiland en begint te drinken. Als zijn vriendin Maisie hem komt bezoeken, besluit hij met haar terug te keren naar de Verenigde Staten.

## Rolverdeling
| Acteur              | Personage          |
| ------------------- | ------------------ |
| Leslie Howard       | Dan Pritchard      |
| Conchita Montenegro | Tamea Larrieau     |
| C. Aubrey Smith     | Mijnheer Pritchard |
| Karen Morley        | Maisie Morrison    |
| Mitchell Lewis      | Kapitein Larrieau  |
| Hale Hamilton       | Mark Mellenger     |
| Clyde Cook          | Mijnheer Porter    |
| Bob Gilbert         | Tolongo            |
| Joan Standing       | Julia              |
| Eulalie Jensen      | Mevrouw Graves     |